# Шёнхаузер-аллее
Шёнхаузер-аллее (нем. Schönhauser Allee — «Шёнхаузенская аллея») — крупнейшая торговая улица в районе Пренцлауэр-Берг, главная транспортная ось, протянувшаяся от Шёнхаузенских ворот (нем. Schönhauser Tor) к северной части берлинского округа Панков.

## Название
Современное название Шёнхаузер-аллее было оформлено документально 27 декабря 1841 года. Первоначально это была большая проезжая дорога, идущая из Берлина к дворцу Шёнхаузен, что и объясняет название улицы Шёнхаузер-аллее. Однако на протяжении истории название многократно менялось, с 1490 года до XVII столетия это была Панковская просёлочная дорога (нем. Pankowscher Landweg), затем её переименовали в Шёнхаузенскую дорогу (нем. Schönhauser Weg), после чего появлялись и другие названия — шоссе от Шёнхаузенских ворот, Шёнхаузенский тракт, шоссе в Панков, шоссе в Нидершёнхаузен, Панковское шоссе (нем. Chaussee vor dem Schönhauser Tor, Schönhausensche Landstraße, Chaussee nach Pankow, Chaussee nach Niederschönhausen, Pankower Chaussee).

## История

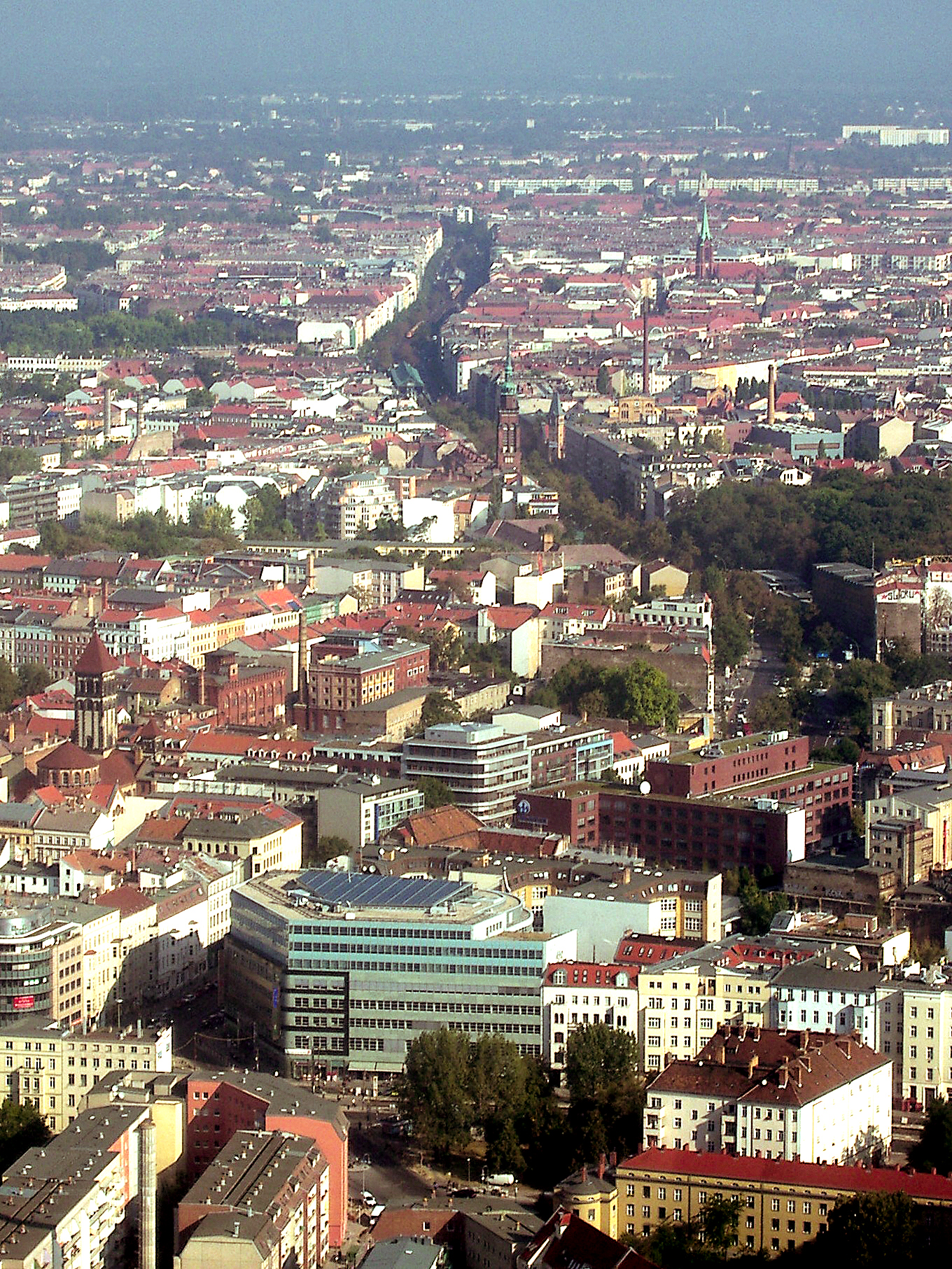
Вид на Шёнхаузер-аллее с телебашни, 2006 год

Появившаяся в Средние века дорога из Берлина на север в Бранденбург местами проходила через лес, который постепенно вырубали, освобождая площади под сельскохозяйственные угодья. Дорога приобрела особое значение в 1691 году, когда король Фридрих I выкупил поместье Нидершёнхаузен для генерала и военного министра Бранденбурга Иоахима Эрнста фон Грумбкова (нем. Joachim Ernst von Grumbkow). Чтобы 6-километровый путь из Берлина к дворцу Шёнхаузен был для знатных персон более приятным, трассу по обеим сторонам украсили посаженными липами.
В 1708 году у Шёнхаузских ворот, в самом начале современной Шёнхаузер-аллее, был построен королевский Фольварк и первые прилегающие к нему здания. Постепенно началась систематическая застройка территории по обе стороны улицы.

## Достопримечательности
Церковь, построенная в 1891—1893 годы вблизи Шёнхаузер-аллее по проекту архитектора Августа Орта, получила название Гефсиманской по предложению
императора Вильгельма II, присутствовавшего на её торжественном освящении.
|  |  |  |  |  |
|  |  |  |  |  |

Перед западным порталом Гефсиманской церкви в 1993 году установлена скульптура благословляющего Христа, которая раньше находилась в церкви Примирения, взорванной в 1985 году по инициативе правительства ГДР.
Гефсиманская церковь особенно прославилась своей объединяющей людей ролью в процессе мирной революции осенью 1989 года накануне падения Берлинской стены.
Возвышающаяся над Шёнхаузер-аллее своей стройной колокольней с удлинённым шпилем церковь Благословения была заложена в 1905 году и достроена к концу 1908 года как комплекс кирпичных зданий, сгруппированных в небольшом внутреннем дворе.

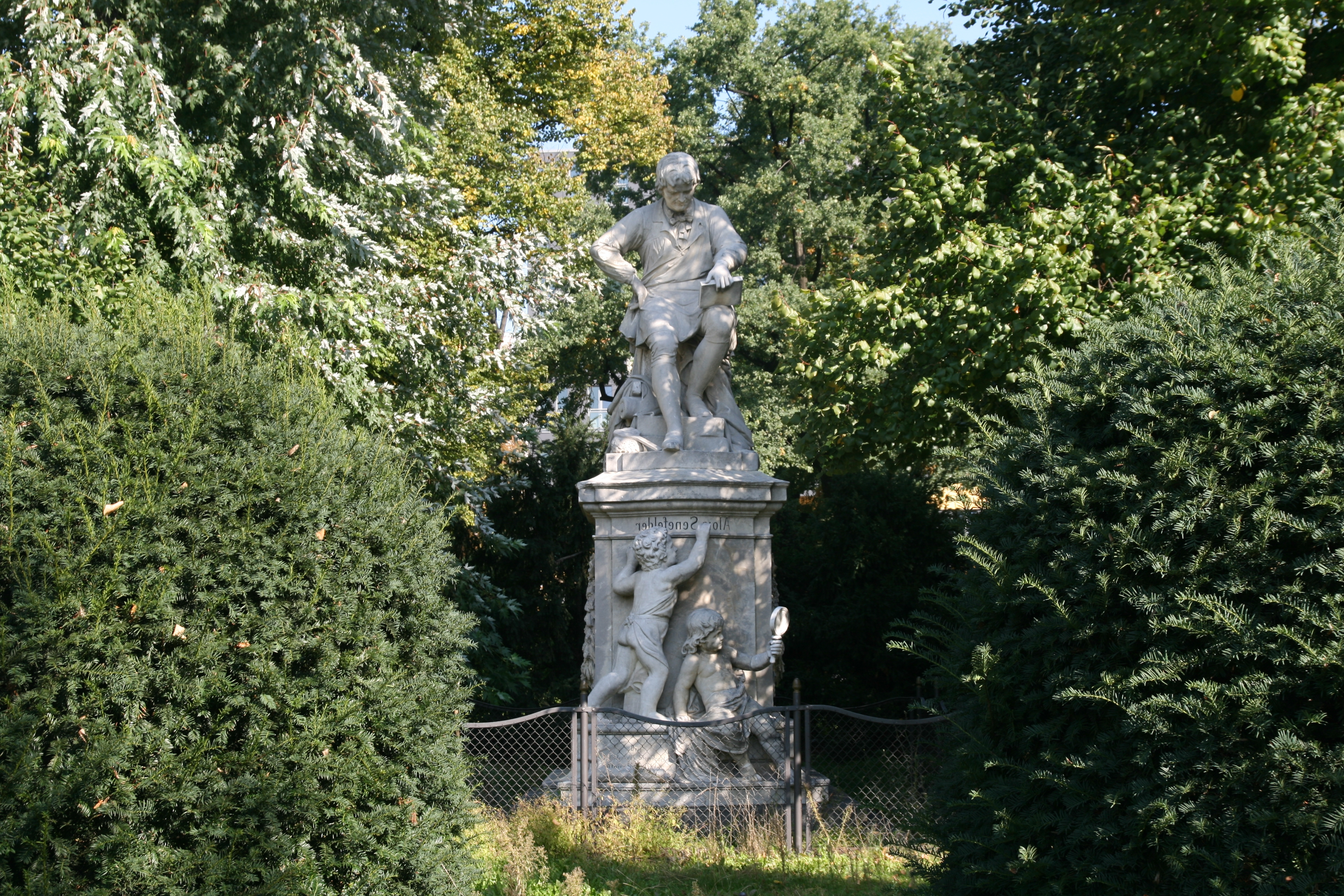
Памятник Алоизу Зенефельдеру на Зенефельдерплац. Фото 2011 года

Рядом со станцией метро U2 «Зенефельдерплац» (нем. Senefelderplatz) на Шёнхаузер-аллее привлекает внимание памятник изобретателю литографии Алоизу Зенефельдеру, поставленный в 1892 году. Автор памятника скульптор Рудольф Поле (нем. Rudolf Pohle) выполнил его из светлого мрамора.

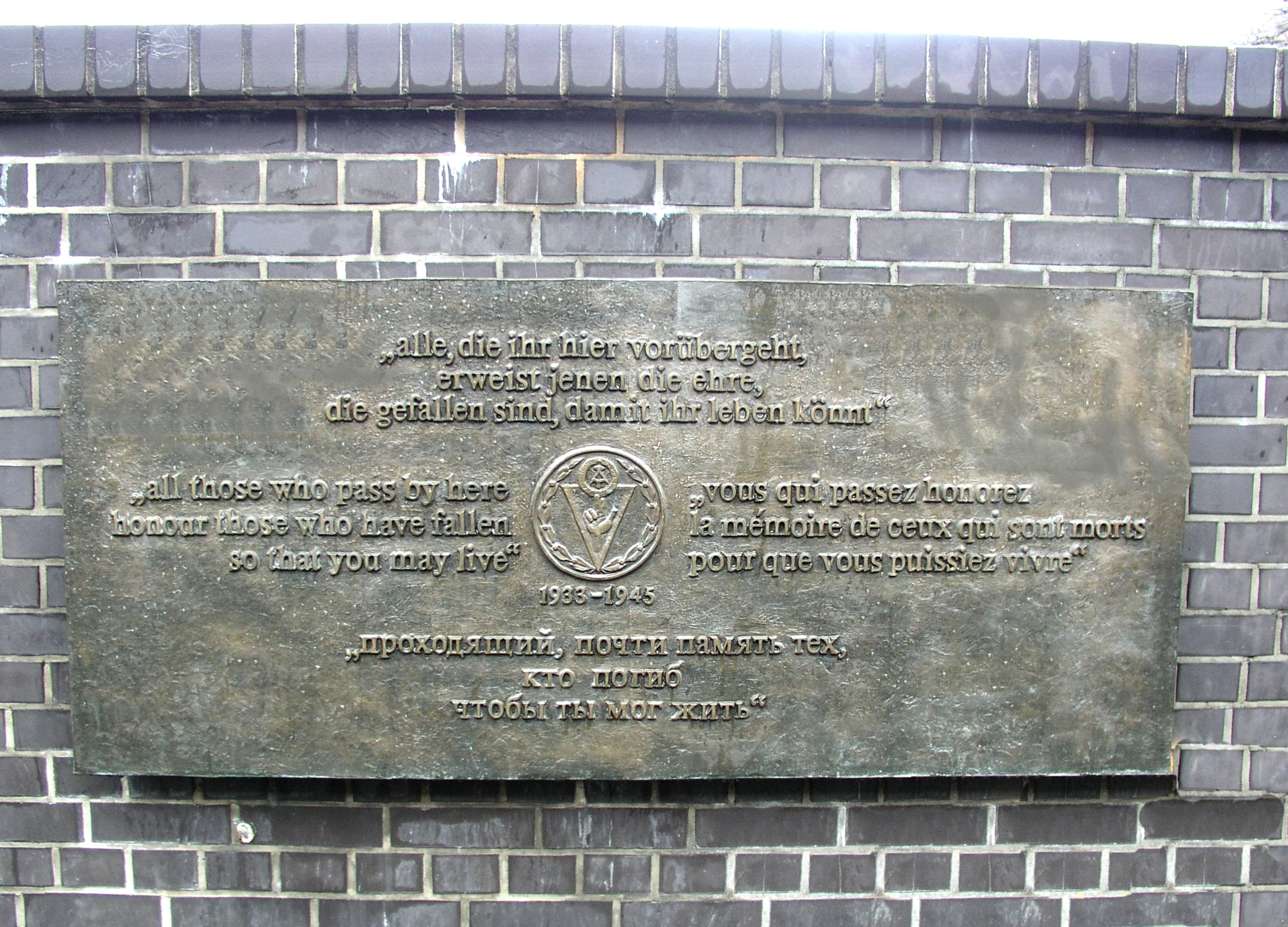
Призыв на четырёх языках

Над проходящей внизу линией городской электрички на мосту Шёнхаузер-аллее во времена ГДР были установлены рельефы скульптора Гюнтера Шюца (нем. Günter Schütz), напоминающие о событиях 1933—1945 годов. В пояснении к ним на четырёх языках сказано:
«Прохожий, почти память тех, кто погиб, чтобы ты мог жить»
|  |  |  |  |  |  |  |
|  |  |  |  |  |  |  |

Кроме всевозможных компаний, магазинов и центров бытового обслуживания на Шёнхаузер-аллее есть места, особенно привлекательные не только для жителей Пренцлауэр-Берга и близких к нему районов Панков, Нидершёнхаузен, Вайсензее. Например, многозальный кинотеатр «Колизей», в немецком звучании «Колоссе́ум» (нем. Colosseum), вошедший в единую сеть международного кинообъединения UCI (англ. United Cinemas International). Его здание было построено в 1894 году и первоначально использовалось как вагонное депо. В сентябре 1924 года здесь уже открыли кинотеатр на 1000 мест для показа немых фильмов с музыкальным сопровождением, которое устраивал оркестр из 30 музыкантов. В послевоенные годы здесь временно размещался «Метрополь-театр», вернувшийся в 1955 году на своё довоенное место в Адмиралспаласт.
В наши дни «Колоссеум», кроме привычного большого выбора фильмов для взрослых и детей, предлагает специальные учебные кинопрограммы, дополняющие школьную программу. «Колоссеум» входит также в число городских кинотеатров, участвующих в проведении Берлинского кинофестиваля
|                       |                      |                         |
| Кинотеатр «Колоссеум» | Проход под эстакадой | Торговый центр «Аркады» |

В торговом центре «Аркады» (нем. Arcaden) разместились различные магазины, филиалы всевозможных сервисных центров, кафе и рестораны, фитнес-студии и т. п. Накануне Рождества, Нового года, Пасхи в торговом центре «Аркады» не только празднично обновляется оформление интерьеров, но и организуются бесплатные для публики выступления музыкальных коллективов, развлекательные детские программы, тематические выставки.
Периодически районные культурные объединения устраивают на Шёнхаузер-аллее акцию «Художественная миля» (нем. Kunstmeile), в которой могут принять участие как местные, так и зарубежные художники, студенты, искусствоведы. В витринах магазинов, банков, разных фирм выставляются на несколько месяцев работы участников этой акции: графические, живописные, скульптурные, их керамика, ювелирные изделия и т. п..

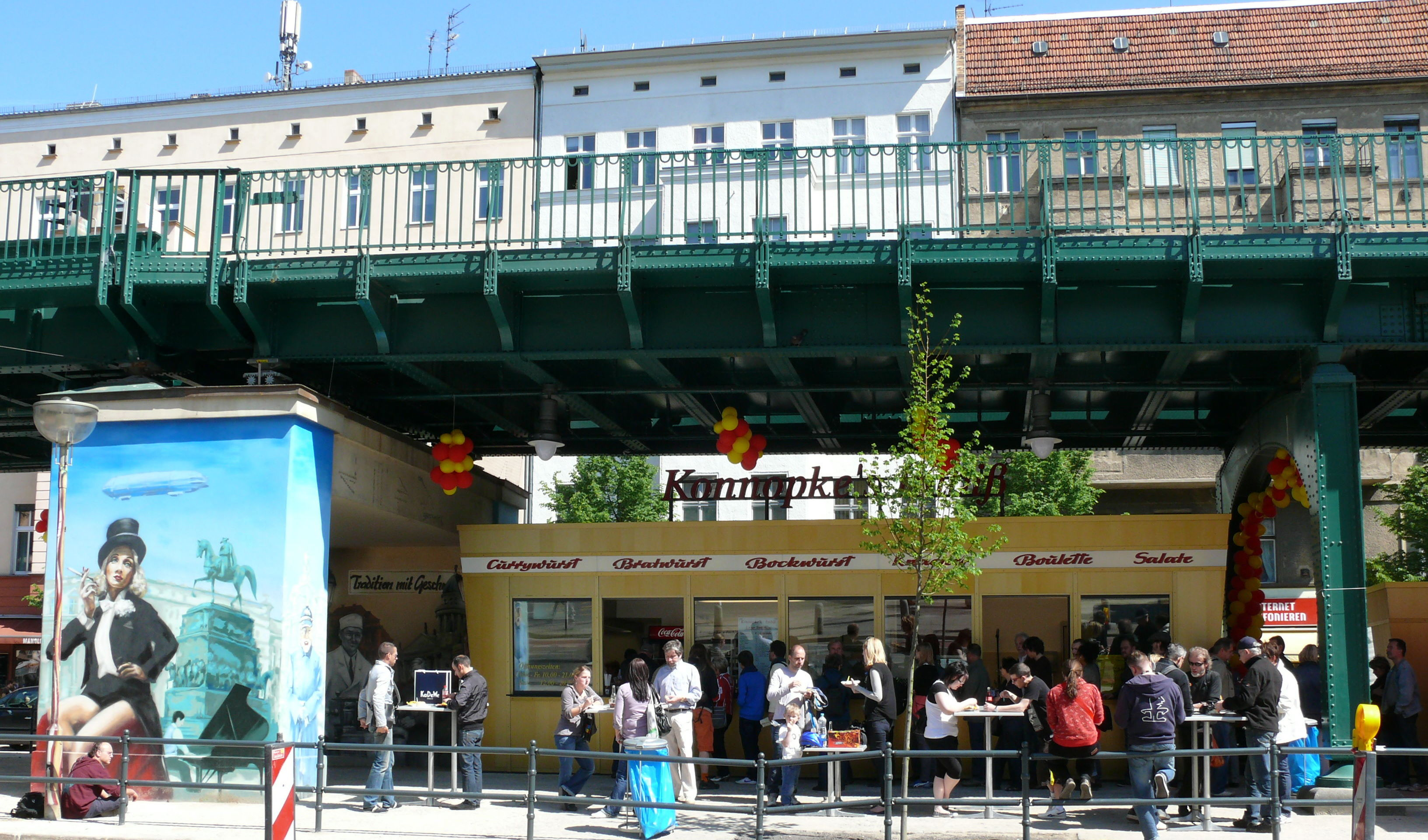
«Коннопке-имбис» после реконструкции. Фото 2011 года

«Коннопке-имбис» под эстакадой у станции метро «Эберсвальдер-штрассе» линии U2 прославился с 1960 года тем, что первым в Восточном Берлине начал продавать карривурст — горячие сардельки с кетчупом и карри.
Семья Коннопке развивала здесь свой бизнес с 1930 года, предлагая покупателям горячую еду сначала на передвижных лотках. В 2010 году «Коннопке-имбис» отметил свой 80-летний юбилей и после завершения реконструкции открылся в апреле 2011 года на своём прежнем месте под эстакадой.

## Транспорт
|  |  |  |
|  |  |  |

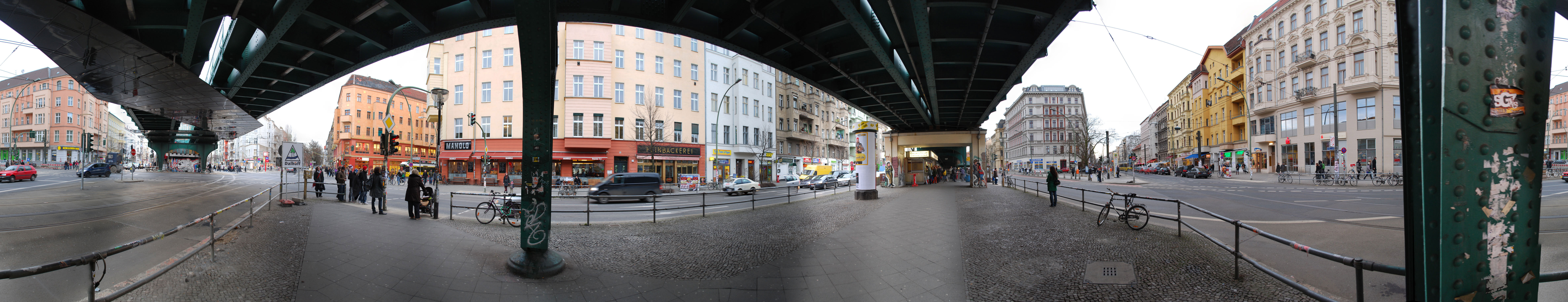
Современная панорама перекрёстка «Угол Шёнхаузер» (Ecke Schönhauser). Фото 2009 года

Шёнхаузер-аллее. Карта

Линия U2 Берлинского метрополитена имеет четыре остановки с выходом на Шёнхаузер-аллее: «Роза-Люксембург-плац», «Зенефельдерплац», «Эберсвальдер-штрассе», «Шёнхаузер-аллее». Это одна из старейших линий берлинского метро, запущенная в 1902 году, а с 1913 года проложенная в северном направлении до кольцевой железной дороги. Линия U2 идет вдоль Шёнхаузер-аллее, временами поднимаясь на поверхность как эстакадный транспорт, местами вновь уходя под землю. Вдоль этой линии U2 ездит на велосипеде Нике — героиня фильма «Лето на балконе», а сын её подруги Макс здесь бегает трусцой.
На протяжении Шёнхаузер-аллее есть два особенно оживлённых перекрёстка.
Ближе к центру расположен так называемый «Угол Шёнхаузер» (нем. Ecke Schönhauser), известный по фильму с одноимённым названием киностудии ДЕФА 1957 года. Здесь Шёнхаузер-аллее пересекается с Данцигер-штрассе (нем. Danziger Straße), переходящей в Эберсвальдер-штрассе (нем. Eberswalder Straße), а также с «тополиной» Паппельаллее (нем. Pappelallee), переходящей в «каштановую» Кастаниеналлее (нем. Kastanienallee). Здесь можно переходить с линии метро U2 на линии берлинского трамвая M1, M10, M13.
Второй оживлённый перекрёсток, расположенный дальше от центра, — это место, где есть переходы сразу на три вида транспорта: метро, электричку и трамвай. На фрагментарной карте видны пересечения трамвайных линий (красный цвет) с линией метро (синий цвет) и со скоростной электричкой (зеленый цвет).
|  |  |  |  |  |
|  |  |  |  |  |